# René Spitz
Pour les articles homonymes, voir Spitz.
René Arpad Spitz est un psychiatre et psychanalyste américain d'origine hongroise né à Vienne le 29 janvier 1887, mort à Denver le 11 septembre 1974 .

## Biographie
Il fait ses études à la faculté de médecine de l'université de Budapest où il obtient son diplôme de médecin en 1910. Il découvre la psychanalyse pendant ses études, et se lie avec les membres de l'Association psychanalytique hongroise animée par Sándor Ferenczi. Celui-ci l'incite à réaliser une analyse didactique avec Sigmund Freud, à Vienne. Il est médecin militaire durant la Première Guerre mondiale, puis s'installe à Vienne, où il est membre de la Société psychanalytique de Vienne (1924-1928) puis à Berlin où il participe aux travaux de la Société allemande de psychanalyse (1928-1932). C'est à Vienne et à Berlin qu'il mène ses premières recherches sur la clinique de l'enfant. De 1932 à 1938, il enseigne la psychanalyse et les théories de développements de l'enfant à l'École normale supérieure et donne plusieurs conférences dans le cadre de la Société psychanalytique de Paris ou à la VIIIe conférence des psychanalystes de langue française (1933). Il anime un séminaire pour des psychanalystes, parmi lesquels Françoise Dolto. Il émigre aux États-Unis en 1939 et est psychiatre à New York au Mount Sinai Hospital (1940-1943). Il est professeur invité dans plusieurs universités, puis devient professeur à l'université du Colorado à Denver en 1967, où il poursuivit son activité et son enseignement de la psychanalyse et ses recherches sur l'enfant. Il rejoint la société psychanalytique de Denver, dont il est président en 1962-1963. À partir de 1945, il devient le principal rédacteur de la revue fondée par Anna Freud, Ernst Kris et Heinz Hartmann : The Psychoanalystic Study of the Child.

## Les travaux et l'apport de René Spitz
Il étudie particulièrement le développement de l'enfant de 0 à 2 ans, en relation avec sa mère. Il met en évidence le diagnostic d'hospitalisme et la dépression anaclitique, à partir des carences affectives qu'il observe chez les nourrissons séparés de leur mère et de leurs conséquences sur le développement psycho-affectif.
Spitz établit la présence de trois stades de développement de la relation d'objet chez l'enfant :
- Le stade pré-objectal des trois premiers mois de la vie, caractérisé selon lui par la non-différenciation entre le bébé et sa mère ;
- Le stade du précurseur de l'objet, marqué par l'apparition du sourire (3e au 8e mois) ;
- Le stade de l'objet libidinal (8e au 15e mois), lorsque l'enfant différencie favorablement sa mère des autres personnes.

À partir du 15e mois, selon Spitz, l'enfant entre dans la communication non-verbale et commence notamment à utiliser le « non », qui marque la naissance du moi autonome.
Spitz note trois marqueurs du développement psychique de l'enfant qu'il nomme organisateurs, notion qu'il emprunte à l'embryologie, et qui ont les caractéristiques suivantes :
- ce sont des lieux de convergence, ici entre des niveaux de maturation physique et psychique ;
- ils ont une influence sur la suite de la maturation, ici la psyché se réorganise à un niveau plus complexe ;
- ils apparaissent à un moment donné, ici on parle de phase, de crise ou de tournant du développement.

Les organisateurs présentés par Spitz sont : le sourire, l'angoisse, et le non.

## Critiques
La théorie de Spitz à propos de la carence affective de la mère pendant l’enfance a été remise en question par Jerome Kagan,.

## Publications
- Le Non et le oui, Paris, Puf, 2008  (ISBN 9782130562979)
- De la naissance à la parole, Paris, Puf, 1993  (ISBN 2130527124)
- L'embryogenèse du moi, Éditions Complexe, 1979  (ISBN 2870270399)
- (Article) De la naissance à la parole : La première année de la vie, Paris, Puf, coll. « Bibliothèque de psychanalyse », 2002.
- « La perte de la mère par le nourrisson », Enfance, no 5,‎ 1948, p. 373-391 (lire en ligne)